# سامي وينستون
سامي وينستون (بالإنجليزية: Sammy Winston)‏ هو لاعب كرة قدم بريطاني، ولد في 6 أغسطس 1978 في إنجلترا في المملكة المتحدة.